# Sorelia ferruginea
Sorelia ferruginea – gatunek chrząszcza z rodziny kózkowatych i podrodziny zgrzypikowych. Jedyny przedstawiciel rodzaju Sorelia.

## Zasięg występowania
Ameryka Południowa, występuje w Gujanie Francuskiej, Brazylii (stany Tocantins i Goiás), Peru oraz w Boliwii (departament Santa Cruz).